# Lažany (okres Prešov)
Lažany jsou obec na Slovensku v okrese Prešov, poblíž obce Svinia. Žije zde 161 obyvatel.

## Poloha
Obec se nachází v Šarišské vrchovině v údolí řeky Malé Svinky, povodí Svinky. Mírně členitý vrchovinný povrch má nadmořskou výšku 350–544 m, střed obce je ve výšce 375 m n. m. Převážně odlesněné území je tvořeno flyšem Centrálních Karpat.
Sousední obce:
|        | Jarovnice |        |
| Svinia |           | Svinia |
| Svinia | Svinia    | Svinia |

## Historie
Obec Lažany byla osídlena již v neolitu, nachází se zde pozůstatky sídliště lengyelské kultury a pozdější sídliště z doby halštatské a laténské a slovanské hradiště. První písemná zmínka o Lažanech pochází z roku 1320, kde je zmiňována jako Laz a náležely pod panství Svinia. Další názvy v roce  1773 jako Lazany nebo v roce 1876 jalo Lazani a od roku 1920 jako Lažany; maďarsky Laszka. V roce 1427 náležely Detrikovi z Brezovice a platily daň ze dvou port. V roce měla obec čtyči poddanské domy. V roce 1787 žilo v sedmi domech 47 obyvatel a v roce 1827 žilo sto obyvatel ve dvanácti domech. Hlavní obživou bylo zemědělství, ovocnářství, plátenictví, formanství  a pálení vápna.

## Kostel
Obec náleží pod římskokatolickou farnost Božího milosrdenství ve Svinii, děkanát Prešov-západ, košické arcidiecéze.
V obci se nachází novoklasicistní římskokatolický filiální kostel svatého imericha z roku 1887. Kostel je jednolodní stavba na půdorysu obdélníku s polygonální závěrem kněžiště a vestavěnou věží v západní štítové straně. Omítka je hladká v nárožích s pilastry a je členěná okny s půlkruhovým záklenkem. Štítové průčelí má plochý rizalit s portálem a kordonovou římsou. Uvnitř kostela je rovný strop.